# Malaysische Badmintonmeisterschaft 2017
Die Malaysische Badmintonmeisterschaft 2017 fand vom 19. bis zum 25. Februar 2017 in Ulu Kinta statt. 

## Sieger und Platzierte
| Disziplin    | Gold                            | Silber                       | Bronze                       |
| ------------ | ------------------------------- | ---------------------------- | ---------------------------- |
| Herreneinzel | Lim Chi Wing                    | Misbun Ramdan Mohmed Misbun  | Chong Yee Han                |
| Herreneinzel | Lim Chi Wing                    | Misbun Ramdan Mohmed Misbun  | Daren Liew                   |
| Dameneinzel  | Thinaah Muralitharan            | Lim Yin Fun                  | Ho Yen Mei                   |
| Dameneinzel  | Thinaah Muralitharan            | Lim Yin Fun                  | Yap Rui Chen                 |
| Herrendoppel | Ong Yew Sin Tan Wee Kiong       | Tan Chee Tean Tan Wee Gieen  | Goh Sze Fei Nur Izzuddin     |
| Herrendoppel | Ong Yew Sin Tan Wee Kiong       | Tan Chee Tean Tan Wee Gieen  | Chooi Kah Ming Low Juan Shen |
| Damendoppel  | Vivian Hoo Kah Mun Woon Khe Wei | Chow Mei Kuan Lee Meng Yean  | Lim Chiew Sien Teoh Mei Xing |
| Damendoppel  | Vivian Hoo Kah Mun Woon Khe Wei | Chow Mei Kuan Lee Meng Yean  | Lim Yin Loo Yap Cheng Wen    |
| Mixed        | Goh Soon Huat Shevon Jemie Lai  | Chan Peng Soon Chow Mei Kuan | Hoo Pang Ron Peck Yen Wei    |
| Mixed        | Goh Soon Huat Shevon Jemie Lai  | Chan Peng Soon Chow Mei Kuan | Tan Kian Meng Lai Pei Jing   |